# Yannis Hugh Seiradakis
Yannis[réf. nécessaire] Hugh Seiradakis (en grec : Ιωάννης-Χιου Σειραδάκης ; 5 mars 1948 - 3 mai 2020) est un astronome grec et professeur émérite au Département de Physique de l'Université de Thessalonique. Il est surtout connu pour ses contributions à la compréhension des pulsars en radio, du centre galactique et de l'archéoastronomie. Depuis le début des années 2000, il a été fortement impliqué, dans le déchiffrement de la machine d'Anticythère. Il a été membre fondateur de la Société d'astronomie hellénique, de la Société d'astronomie européenne et de l'Olympiade internationale d'astronomie et d'astrophysique (IOAA).

## Biographie
Yannis Seiradakis est né à la Canée, en Crète, le 5 mars 1948. Il a terminé ses études primaires, ainsi que deux ans de collège à la Canée. En 1966, sa famille a déménagé à Athènes, alors il a terminé les quatre dernières années du lycée à Výronas. Il a été admis à l'Université d'Athènes, d'où il a obtenu son diplôme en physique en 1971 (promotion de 1970). Il a poursuivi ses études de troisième cycle à l'Université de Manchester, où il a obtenu sa maîtrise (1973) et son doctorat (1975) dans le domaine de radioastronomie.
Il a eu deux enfants, Elena, actuellement professeur de biochimie à l'Université d'Oxford, et Michael, actuellement médecin en Allemagne.
Il est décédé le 3 mai 2020 dans sa maison de Peréa, en raison de complications d'un cancer,,.

## Carrière
Yannis Seiradakis a fait ses projets de M.Sc. et Ph.D. sous la supervision du Dr John G. Davies. Sa thèse de M.Sc. était intitulée Recherche de pulsars à haute sensibilité. Ses examinateurs de thèse de maîtrise étaient le Dr. Bryan Anderson et le professeur Antony Hewish. Pour son projet de doctorat, intitulé Étude des pulsars à basse latitude à 408 MHz , il a conçu et réalisé un levé sensible des pulsars dans le plan galactique. Cette enquête a découvert 18 nouveaux pulsars radio, plus de 20% de la population alors connue. Ses examinateurs de doctorat viva étaient le Dr Robin G. Conway et le professeur Bernard E.J. Pagel . Après avoir obtenu son doctorat, Seiradakis a déménagé en Allemagne en tant que postdoctorant à l'Institut Max-Planck de radioastronomie (MPIfR), sous la direction du professeur Richard Wielebinski. Au MPIfR, il a contribué à la compréhension de l'émission des pulsars et au développement de l'instrumentation de pulsars de première génération pour le radiotélescope d'Effelsberg de 100 m. Il est retourné au MPIfR à plusieurs reprises au cours de sa carrière ; en 1979 en tant que postdoctorant, de 1982 à 1984 en tant que boursier Alexander von Humboldt et en 1991 en tant que chercheur invité en congé sabbatique de l'Université de Thessalonique.
En 1978, il est devenu chercheur à l'Université de Hambourg. Avec le Dr. W. Huchtmeier et d'autres chercheurs, il a effectué une étude complète de la distribution d'hydrogène neutre dans les galaxies proches en utilisant le radiotélescope de 100m à Effelsberg.
De 1982 à 1984, il a travaillé comme chercheur à l'Université de Californie à San Diego, où il a poursuivi ses recherches sur l'émission de pulsars et la scintillation interstellaire.
En 1984, en collaboration avec A.N. Lasenby, F. Yusef-Zadeh, R. Wielebinski et U. Klein, Seiradakis a effectué certaines des premières observations polarimétriques de Sag A* à 10 GHz. Cette étude a révélé une source radioélectrique polarisée étendue avec des lobes de type jet provenant du centre galactique.
En 1986, il rejoint le Département de physique de l'Université de Thessalonique et en 1996, il a été promu Professeur. En tant que membre de la faculté, il a contribué dans de nombreux domaines, notamment les étoiles à neutrons (pulsars), la  modélisation de l'hydrogène neutre dans les galaxies voisines, le Centre galactique, les étoiles éruptives, les phénomènes lunaires transitoires et l'archéoastronomie. Il a publié plus de 74 articles scientifiques dans des revues à comité de lecture et plus de 87 articles dans des actes de conférences et des volumes spéciaux, ainsi que trois manuels universitaires. Il était un membre fondateur de la Société d'Astronomie Hellénique (Hel.A.S.) dont il a été secrétaire (1994-1998) et président (1998-2002). Il a été membre (1986-1990) et président (2001-2005) du Comité national grec pour l'astronomie.

### Machine d'Anticythère
La machine d'Anticythère est un ordinateur analogique à alimentation manuelle découvert en 1900. La machine a été étudiée de manière approfondie depuis plus d'un siècle. Cependant, au début des années 2000, un nouvel effort pour l'analyser à l'aide de techniques d'imagerie plus avancées a commencé, connu comme «Le projet de recherche sur le mécanisme d'Anticythère» (AMRP). Seiradakis a dirigé l'implication grecque dans cet effort, avec le professeur Xenophon Moussas et Yannis Bitsakis. En 2005, l'AMRP a obtenu l'autorisation d'étudier le mécanisme à l'aide de nouvelles techniques de tomographie et d'imagerie. Cette nouvelle étude a abouti à des découvertes révolutionnaires concernant la conception, la fonction et l'origine du mécanisme. Les résultats du projet ont été présentés dans une série d'articles scientifiques,, et sont résumés dans un article de revue dans Nature intitulé "Our current knowledge of the Antikythera Mechanism" par J.H. Seiradakis et M.G. Edmunds. Ils ont également inspiré un grand nombre d'articles de vulgarisation scientifique,,,, et de documentaires. Seiradakis a donné de nombreuses conférences, et présentations sur les nouveaux résultats dans le monde entier, y compris Chicago, (États-Unis), Bonn (Allemagne), CERN (Suisse), etc. .

### Éducation et vulgarisation

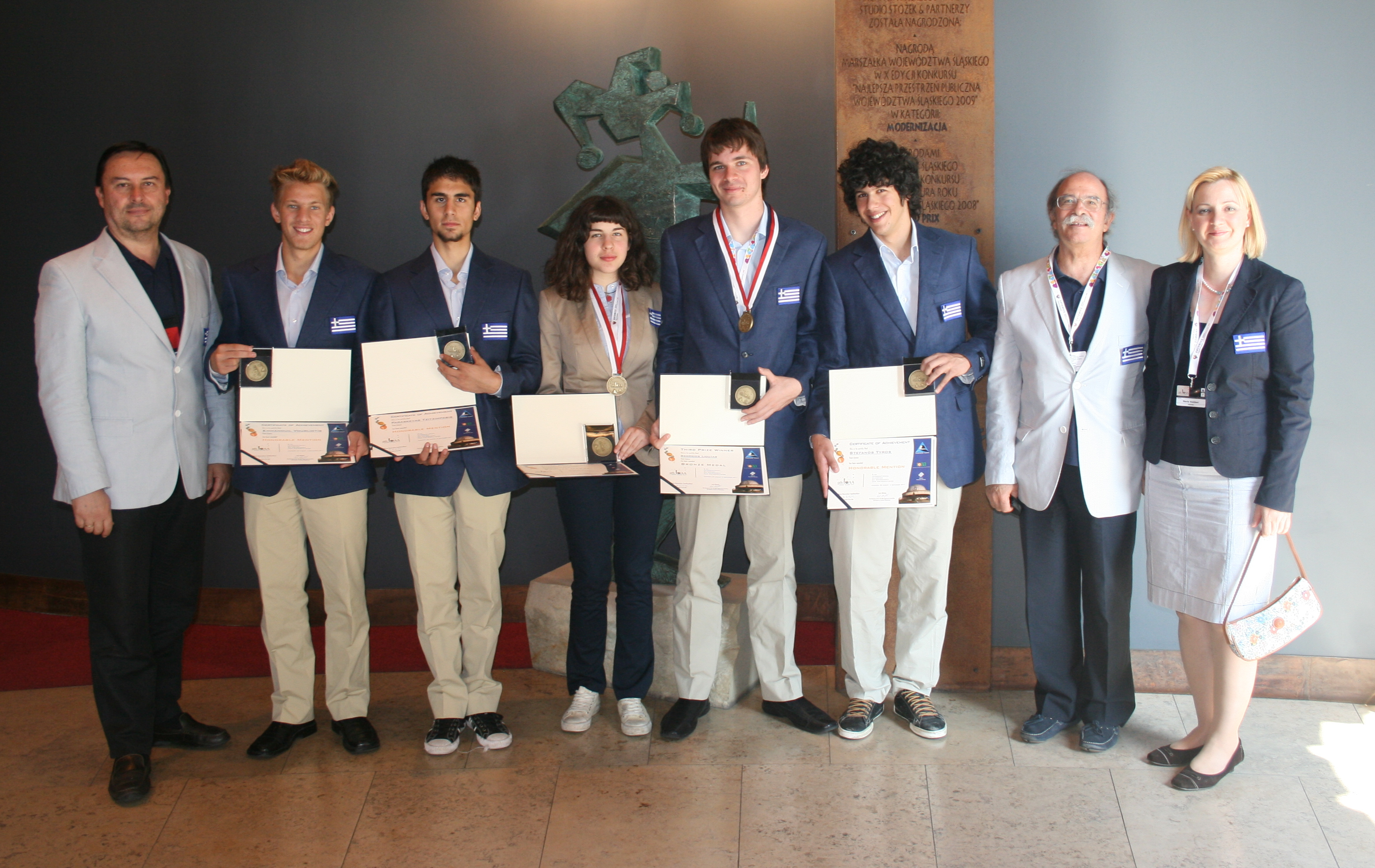
Seiradakis et la délégation grecque lors du 5e IOAA 2011 à Krákow, Pologne

Grâce à ses activités d'enseignement et de sensibilisation, Seiradakis a joué un rôle central dans le développement de l'astronomie en Grèce pendant toute la période de la troisième République hellénique. Des dizaines de ses étudiants ont poursuivi leurs études au niveau master et doctorat en astrophysique et ont continué à occuper des postes de recherche universitaire, tant en Grèce qu'à l'étranger.
À l'initiative du Professeur Seiradakis, en 2006 l'Assemblée générale de l'Union Astronomique Internationale a créé l'Olympiade internationale d'astronomie et d'astrophysique, un concours international pour les lycéens, qui fait désormais partie des Olympiades internationales des sciences. Seiradakis était le représentant de la Grèce au conseil d'administration de l'IOAA jusqu'à sa mort en 2020. Avec le professeur Loukas Zachilas, il a également dirigé l'équipe grecque de 2007 à 2017.

## Publications (sélection)
- "Pulsar Associated with the Supernova Remnant IC 443" par Davies JG, Lyne AG et Seiradakis JH, Nature, Volume 240, Numéro 5378, pp. 229-230 (1972)[35]
- "Direct observation of pulsar microstructure" par Ferguson DC, Graham DA, Jones BB, Seiradakis, JJ et Wielebinski, R., Nature, Volume 260, Numéro 5546, pp. 25-27 (1976)[13]
- "A new symmetrical polarization structure near the galactic centre" par Seiradakis, JJ Lasenby, AN, Yusef-Zadeh, F., Wielebinski RJ et Klein, U., Nature, Volume 317, Numéro 6039, pp. 697-699 (1985)[14]
- "Decoding the ancient Greek astronomical calculator known as the Antikythera Mechanism" par Freeth, T., Bitsakis, Y., Moussas, X., Seiradakis, JH et al., Nature, Volume 444, Numéro 7119, pp. 587-591 (2006)[36]
- "Our current knowledge of the Antikythera Mechanism" par JH Seiradakis et MG Edmunds, Nature Astronomy, Volume 2, p. 35-42 (2018)[37]

## Honneur
L'astéroïde (214863) Seiradakis porte son nom.